# Cratere Moissan
Moissan è un cratere lunare di impatto di 22,45 km situato nella parte nord-occidentale della faccia nascosta della Luna, sul lato ovest del largo cratere Mendeleev e a sud del largo cratere Bergman.
Il cratere è dedicato al chimico francese e premio Nobel Henri Moissan.